# Turbine (Walibi Belgium)
Pour les articles homonymes, voir Sirocco (homonymie) et Turbine (homonymie).
Turbine  sont des montagnes russes lancées de type navette situées dans le parc Walibi Belgium. Cette attraction est un modèle de Shuttle Loop du constructeur allemand Anton Schwarzkopf. Il existe quatre autres attractions de ce genre dans le monde.
L’attraction, ouverte en 1982 sous le nom de Sirocco  et alors entièrement à l'air libre, est renommée Turbine  en 1999 quand un bâtiment vient couvrir la gare, la zone de lancement et le looping pour limiter les nuisances sonores. Fermée en 2008, l'attraction rouvre en 2013 son le nom Psyké Underground , avec un nouveau thème. Elle change à nouveau de thème en 2025 et retrouve pour l'occasion le nom Turbine.

## Historique

### 1982-1998: Ouverture sous le nom Sirocco

#### Sirocco, un pari réussi

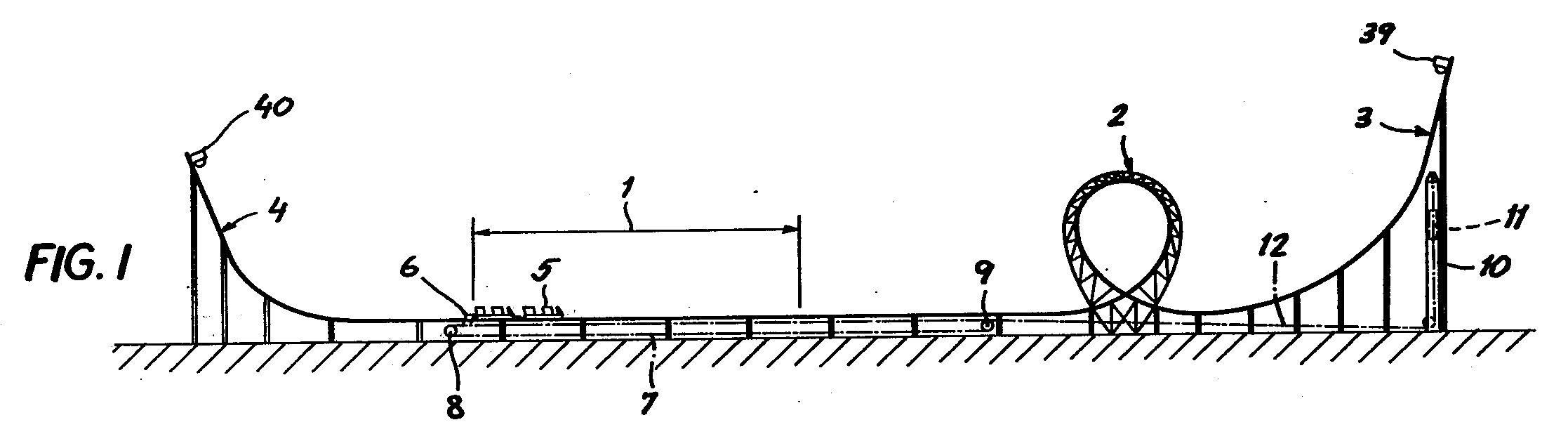
Schéma du Shuttle Loop de Schwarzkopf.

À la fin de l'année 1981, le directeur de Walibi Eddy Meeùs apprend par hasard que le constructeur Anton Schwarzkopf souhaite vendre un exemplaire d'un Shuttle Loop qui était fabriqué pour un parc d'attractions japonais qui a fait faillite entre-temps. Il reçoit une offre d'achat à 75 millions de francs belges (environ 1,8 million d'euros) de la part d'Anton Schwarzkopf qui lui assure que cette attraction lui apportera 300000 visiteurs de plus sur une saison. Meeùs lui propose alors un marché, il achète l'attraction pour 45 millions (environ 1,1 million d'euros) et rajoute 30 millions si l'augmentation de la fréquentation est celle que Schwarzkopf lui promet. Le fabricant accepte et, début 1982, Sirocco accueille ses premiers visiteurs. Cette année, Philippe Geluck en fait la publicité. Premières du genre en Europe, ces montagnes russes longues de 220 mètres fonctionnent sur une base assez simple : le train est catapulté par volant d'inertie à 85 km/h vers un looping vertical de 25 mètres de diamètre avant de se retrouver face à une portion inclinée à 70° et haute de 42 mètres d'où, après avoir perdu sa vitesse, il repart en arrière. Il réalise alors le même parcours pour finalement se trouver sur une autre portion inclinée de l'autre côté, d'où il repart en marche avant pour arriver en gare. Le tout en 35 secondes,,. Sa capacité est de 1300 visiteurs par heure avec un train de sept wagons de quatre places pour un total de vingt-huit passagers. Les voisins habitant dans le quartier derrière l'attraction se plaignent de nuisances sonores, les médias relayent l'information.
La saison se déroule bien et le parc accueille cette année-là 950 000 visiteurs, et vu que l'objectif des 300 000 visiteurs supplémentaires n'est pas atteint, Meeùs gagne son pari avec Schwarzkopf. Le permis d'exploitation du parc renouvelé en 1996 autorise l'attraction à atteindre les soixante décibels entre 9 h et 19 h. Le seuil à ne pas dépasser est de cinquante-cinq décibels après 19 h. Le parc étant ouvert les week-ends après cette heure, les dirigeants de Walibi entament alors de multiples négociations.

#### Incident rare dans le looping vertical
La saison 1997 est théâtre d'un incident rare qui fait beaucoup parler de lui. Le mercredi 27 août, à la suite d'une avarie technique, le train du Sirocco n'est pas propulsé assez rapidement et reste coincé au sommet de son looping vertical. Après une première tentative d'évacuation par les pompiers, les vingt-six passagers sont finalement redescendus avec le train à l'aide d'une grue et neuf personnes sont transportées à l'hôpital pour des maux de tête et baisse de tension. Cet accident a immédiatement fait la une des journaux télévisés du monde entier, diffusé sur la chaîne d'information américaine CNN.
Les conclusions de l'enquête dévoilent qu'une pièce de sécurité du système de lancement s'est brisée. Événement mécanique normal selon les experts, cette casse aurait dû ralentir le train suffisamment pour qu'il ne puisse pas franchir l'inversion. Mais le rapport officiel indique que la vitesse réduite et l'inertie ont conduit le train à une situation de parfait équilibre, une situation qualifiée de hasard par ces mêmes experts. L'attraction est remise en route un mois après et ne fait pas fuir le public venu en masse profiter de cette célébrité retrouvée.

### 1999-2008:Turbine, une nouvelle image

#### Important Travaux suite au plainte des riverains

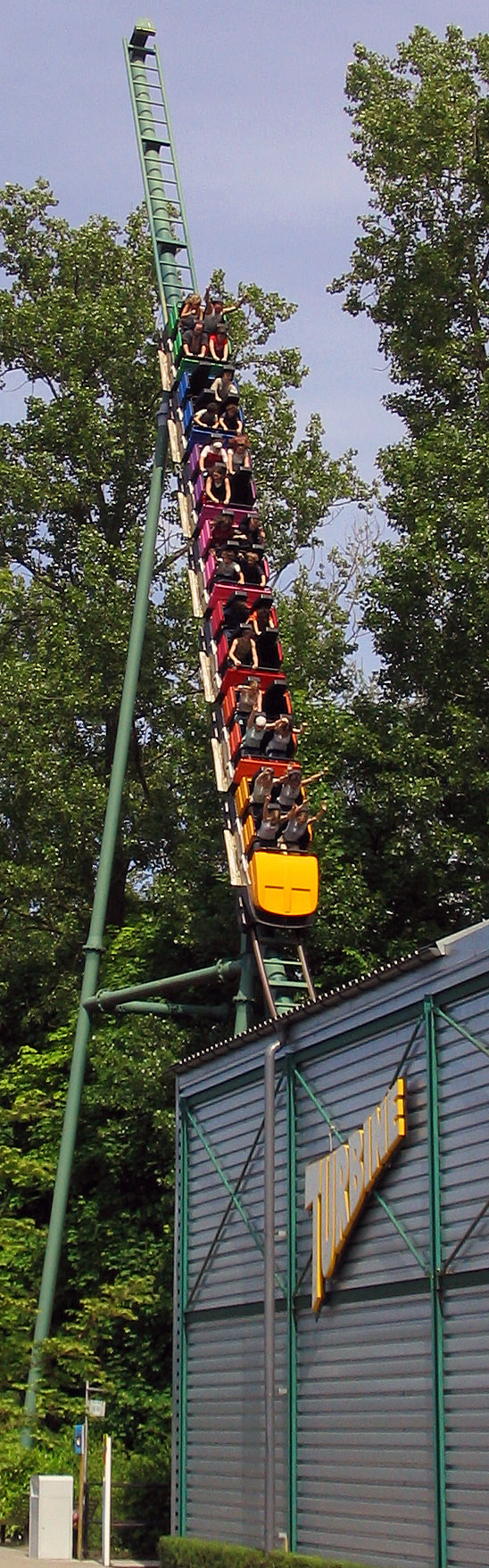
Turbine, 2e flèche extérieure (2005).

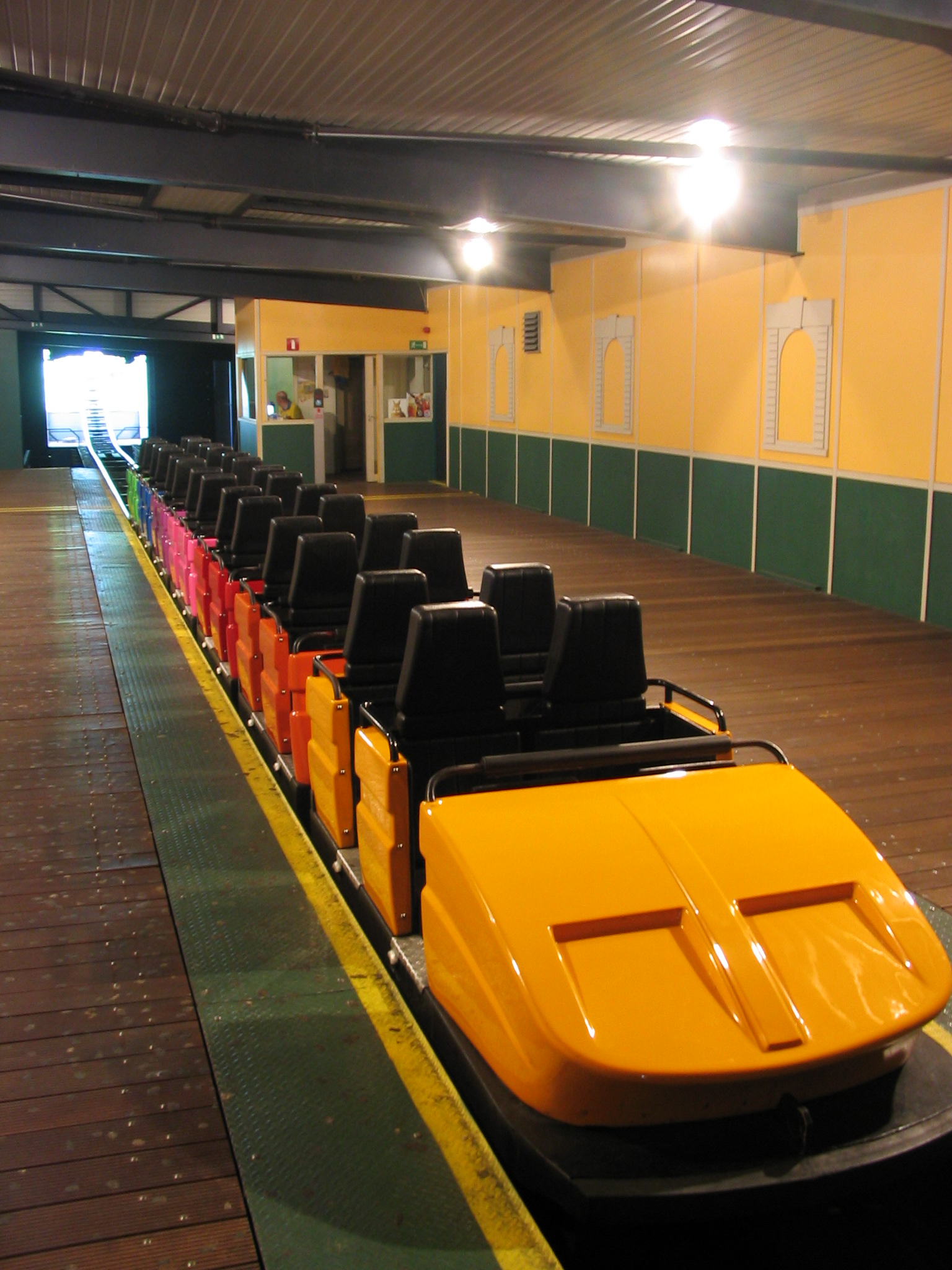
Train Schwarzkopf.

Depuis l'ouverture de l'attraction, les différentes plaintes de riverains se sont multiplié, concernant les nuisances sonores. 
Pour l'année 1999, d'importants travaux d'insonorisation ont lieu sur le Sirocco qui est rebaptisé Turbine et dont le circuit est désormais majoritairement couvert y compris le looping vertical. Dans un style de vieille usine ressemblant au Flash Back, ce changement majeur permet au parc de diminuer les nuisances sonores de l'attraction de 60 à 50 dB. En outre, la direction annonce l'achat de quatre hectares de terrain situés en bordure du parc (le « moulin de Limal ») pour des futures extensions, mais sans projet spécifique à ce moment-là.
Le parc investit plus de 500 000 euros en 2003 dans divers travaux visant à réduire les nuisances sonores comme la construction d'un mur antibruit le long de Bugs Bunny Land et le remplissage avec du sable des supports du Cobra et de la Turbine.

### 2008: Fermeture de l'attraction suite à une casse
Fin 2008, une pièce du système de Turbine se brise, l'attraction ne peut plus fonctionner. Sans toutefois condamner définitivement l'attraction, la direction prend la décision en octobre 2008 de fermer la Turbine car aucun fabricant n'est capable de remplacer cette pièce. 
Le parc a un moment hésité entre rénover l'attraction et la remplacer par une attraction familiale proposant une expérience basée sur la rotation libre de nacelles de quatre personnes sur leur propre axe pendant le parcours de l’attraction qui aurait été installée dans le bâtiment et en dehors : le Fabulous. Pour des raisons financières, la rénovation est alors choisie. En effet, installer Fabulous aurait coûté deux fois et demie le prix de la rénovation de Turbine. De plus, la nostalgie du public vis-à-vis de Turbine pousse la direction du parc à choisir la rénovation de l'attraction.
En Octobre et novembre 2009, le bâtiment a servi de lieu de résidence à la maison hantée Zoo Terror. 

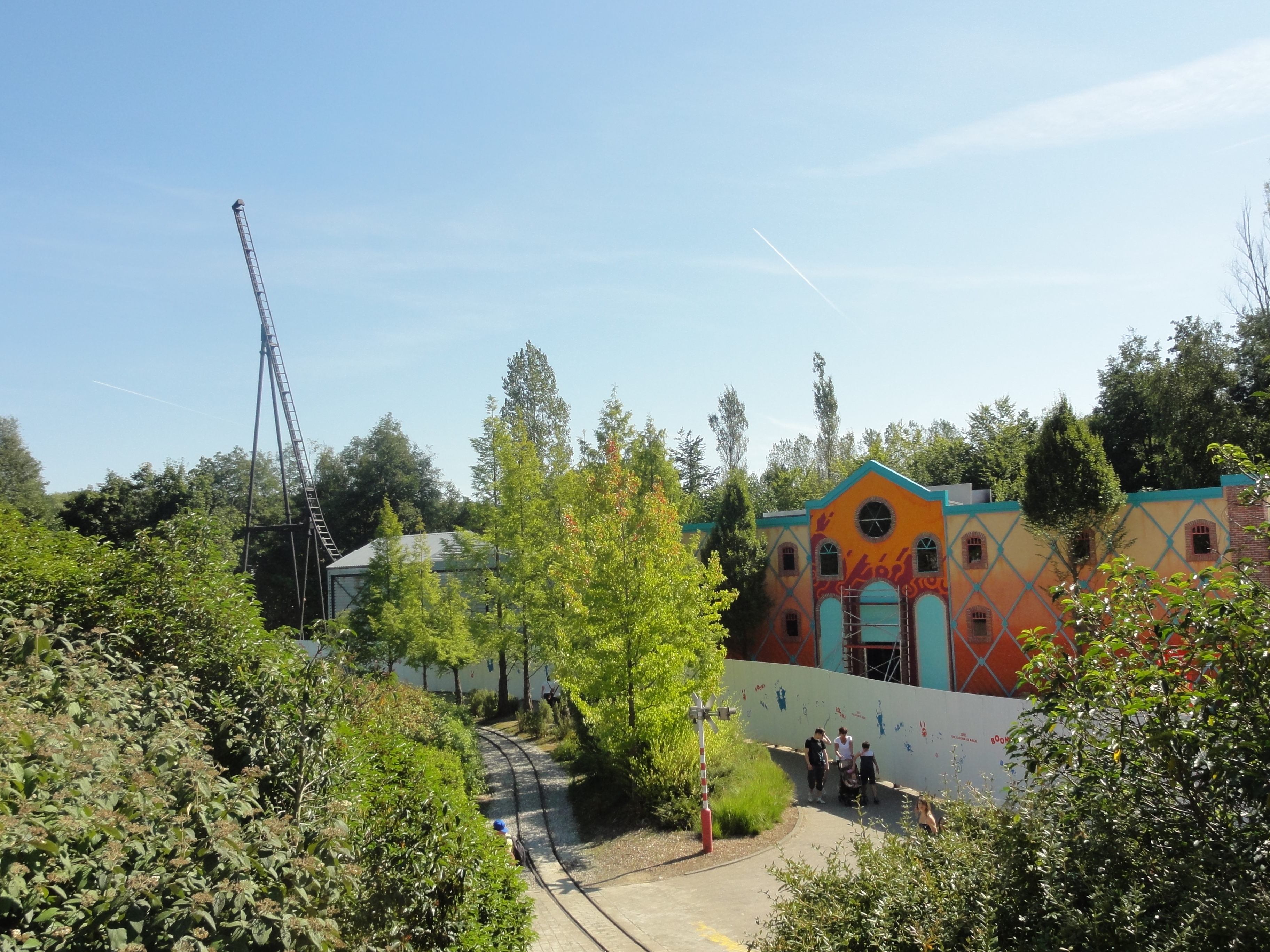
L'attraction en rénovation en 2012.

Le 18 avril 2011, la réouverture de la Turbine a été annoncée pour 2012. La zone autour de la Turbine serait transformée en Zone Fabuleuse, mais le thème des montagnes russes et les types de trains n'étaient pas encore connus. La réouverture de la Turbine était également incluse dans un permis d'environnement pour Walibi Belgium jusqu'en 2031. La raison de la réouverture de la Turbine était le caractère emblématique de ces montagnes russes et l'immense popularité dont elles bénéficiaient auprès du grand public, même lorsqu'elles étaient fermées.
Cependant, la date annoncée n'a pas été respectée. L'attraction a finalement ouvert au public le 13 juillet 2013. Cette rénovation complète a coûté à Walibi un total de 6 millions d'euros.

### 2013-2024:Psyké Underground, une expérience renouvelée

#### Nouvelle expérience dans le noir absolu

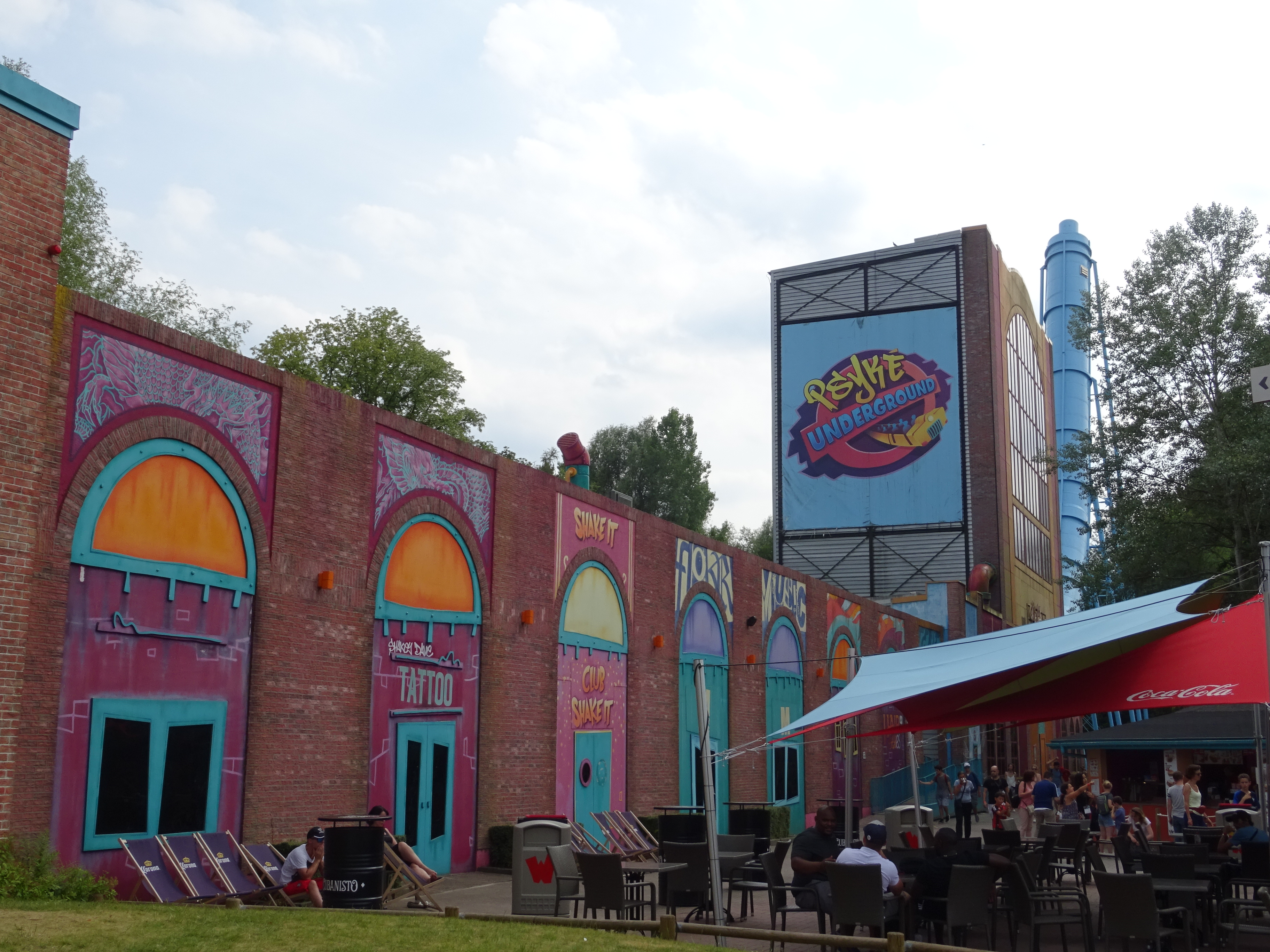
L'attraction avec une des deux flèches recouvertes

Après quatre années de recherche, Turbine rouvre sous le nom de Psyké Underground le 13 juillet 2013. Sur cette troisième version, les deux flèches sont recouvertes pour réduire au minimum le bruit suite au nouvelle plainte des riverains. L'attraction animée par un moteur à induction linéaire propose donc son parcours dans le noir absolu. Le nouveau train, fourni par la société Gerstlauer, conserve le système de lap bar. Le système de catapultage est entièrement renouvelé par la même société : il est désormais magnétique (LIM). 
Les anciennes pièces mécaniques du système de catapultage servent dorénavant de décor pour la file d'attente. Rien que pour les trois secondes de lancement, l'attraction nécessite une fois et demie la capacité électrique du parc : des condensateurs ont donc dû être installés. Le 27 juillet 2013, Quentin Mosimann est invité à l'inauguration officielle de l'attraction aux côtés de Marc Pinilla. Le disc jockey est le compositeur de la bande originale du parcours de montagnes russes, il s'est d'ailleurs produit pour le lancement de Psyké Underground.

### 2025: Retour de la Turbine avec la nouvelle zone thématique Dock World

#### Changement de décor pour l'attraction

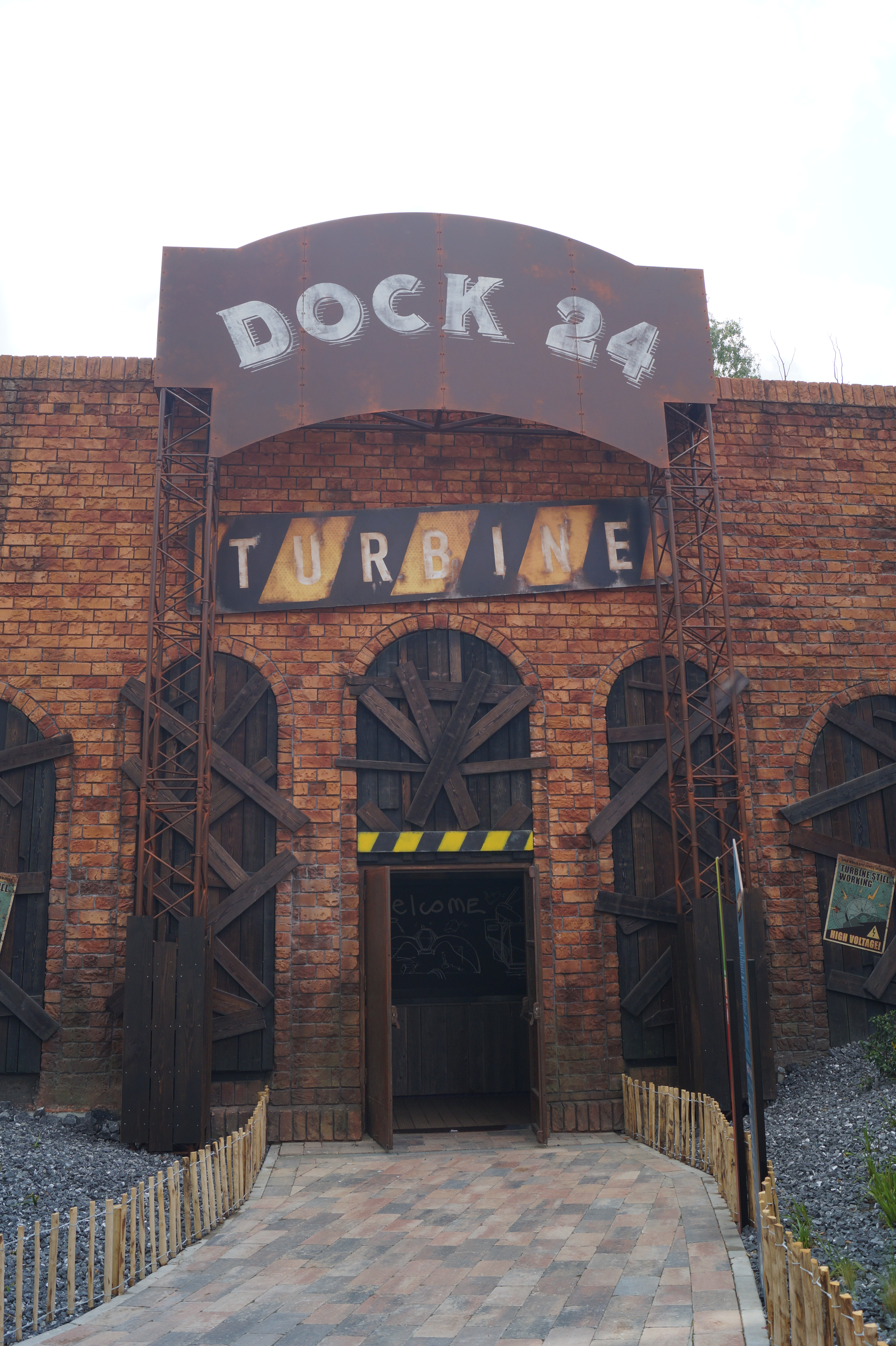
Nouvelle entrée de l'attraction

En 2023, il est annoncé que la zone autour des attractions du Psyké Underground, le Pulsar et le Flash Back sera redécorée sur le thème d'une ville portuaire. Des croquis montrent que le bâtiment Psyké Underground aura un nouvel aspect industriel et le nom Turbine est également visible sur ce bâtiment,,,.
Le 27 mars 2024, Walibi Belgium publie sur les réseaux sociaux une vidéo intitulée Projet Turbine, montrant le nouveau train. Ce nouveau train a été testé en profondeur au cours de l'année 2024. Pendant la période de Noël de la même année, l'ancien train Psyké a été temporairement remis en service pour célébrer les dernières semaines consacrées à ce thème.
Le samedi 5 avril 2025, les montagnes russes ont rouvert avec la nouvelle zone thématique Dock World, les montagnes russes ont reçu un thème de port industriel et le nouveau train a maintenant été officiellement mis en service.

## Description du parcours
Le train est composé de sept voitures de deux rangées de deux sièges pour vingt-huit places. Une vidéo est diffusée dans laquelle les passagers voient les créatures du bar de Vita aux commandes. Vita arrive en leur demandant d'activer le système et repart. Les créatures se trompent de bouton ce qui active l'alarme d'expulsion et le compte à rebours. Le train avance pour ensuite être lancé, atteint 85 km/h en trois secondes et traverse une zone de danger où les passagers peuvent voir chauves-souris et monstre sur lequel sont projetées des images vidéos. Le train culmine donc à 45 mètres de hauteur dans le noir pour ensuite refaire le parcours en marche arrière cette fois-ci.

## Particularités

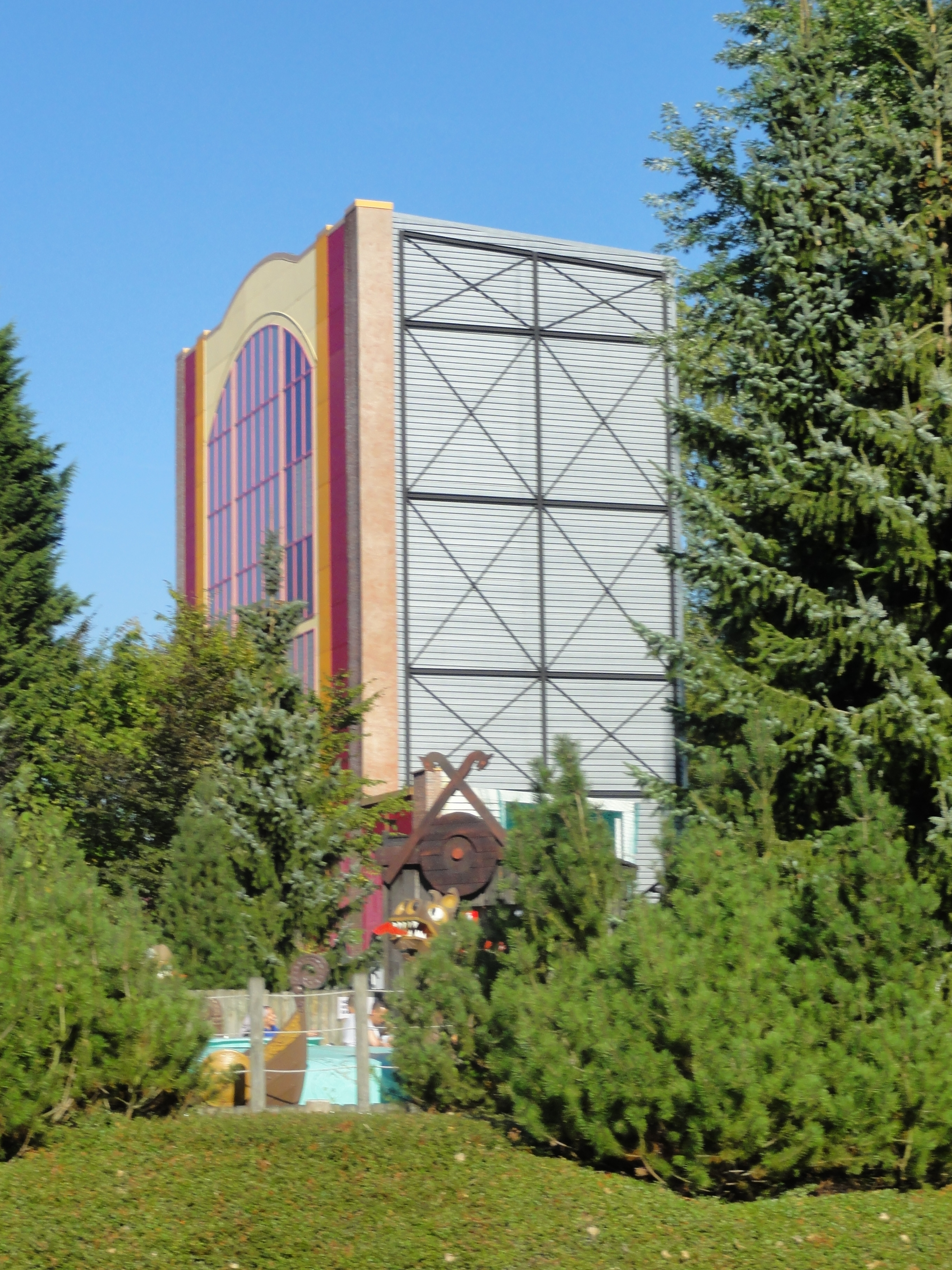
Bâtiment cachant la zone de lancement et le looping.

Psyké Underground est l'un des derniers Shuttle Loops au monde. Il n'existe que quatre autres attractions de ce genre : Japon, Afrique du Sud, Mexique et Brésil. Il est également le seul entièrement couvert. Du temps du Sirocco, le parcours se trouvait à l'air libre mais pour limiter le bruit qu'occasionnaient les moteurs, un bâtiment insonorisé est alors construit autour du parcours. Seules les deux flèches n'étaient pas couvertes. À la suite d'une nouvelle plainte de riverains, en 2013, les deux flèches sont elles aussi couvertes et le parcours se fait donc entièrement dans le noir.